# Lamas (distrito)
Lamas é um distrito do Peru, departamento de San Martín, localizada na província de Lamas.

## Transporte
O distrito de Lamas é servido pela seguinte rodovia:
- SM-104, que liga o distrito à cidade de Cacatachi
- SM-115, que liga o distrito à cidade de Pinto Recodo
- SM-116, que liga o distrito à cidade de Tarapoto
- PE-5N, que liga o distrito de Chanchamayo (Região de Junín) à Ponte Integración (Fronteira Equador-Peru) - e a rodovia equatoriana E682 - no distrito de Namballe (Região de Cajamarca)  [1][2][3]